# 特雷弗·惠特曼
特雷弗·惠特曼（英語：Trevor Wittman，1974年3月5日—）是一名美国拳击和综合格斗教练。

## 教练生涯
惠特曼在被诊断出肺过度膨胀后被迫退出拳坛，转而在丹佛城市群训练拳手。1998年3月，他在科罗拉多州的麦岭创立了 T's K.O. 搏击俱乐部。业务范围扩大到综合格斗等其他搏击运动，最终导致惠特曼关闭 T's K.O. 搏击俱乐部，并在2009年建立Grudge训练中心。2013年，Grudge训练中心搬到了阿瓦达。在积累了训练拳手及制作训练装备的经验后，惠特曼于2015年成立了搏击运动装备公司：ONX Sports。为了把更多的精力放在ONX Sports公司上，惠特曼在2016年11月关闭了Grudge训练中心，不过他继续训练一些优秀拳手，包括罗斯·娜玛尤纳斯、贾斯丁·盖奇和卡马努·乌斯曼。

## 个人生活
惠特曼曾在柏林高中（Berlin High School）练习摔跤，之后他搬到新泽西，然后到科罗拉多就读科罗拉多艺术学院。惠特曼于2005年与妻子克里斯蒂娜结婚，并育有一子特伦斯和女儿玛丽莎。

## 教练过的知名综合格斗拳手
- 卡马努·乌斯曼
- 罗斯·娜玛尤纳斯
- 斯蒂普·米欧奇
- Matt Mitrione
- Roy Nelson
- Tyler Toner
- Gerald Harris
- Pat Barry
- Tyler Stinson
- Luke Caudillo
- T.J. Dillashaw
- James McSweeney
- Todd Duffee
- 唐纳德·赛罗尼
- Jon Madsen
- Neil Magny
- Jared Hamman
- Ed Herman
- Justin Salas
- 乔治·圣皮埃尔
- Brandon Thatch
- Rashad Evans
- Shane Carwin
- Melvin Guillard
- 贾斯丁·盖奇
- Brandon Girtz
- Nate Marquardt
- Duane Ludwig
- Cody Donovan
- Alvin Robinson
- Bobby Lashley
- Keith Jardine
- Paul Buentello[9]
- Justin Wren
- Kevin Burns
- Mike Wessel

## 教练过的拳击手
- Manuel Perez
- Verno Phillips
- Juan Carlos Candelo
- DeAndrey Abron
- Garret Ratt
- DaVarryl Williamson

## 奖项
- 世界综合格斗奖
  - Shawn Tompkins 2017年度教练[10]
  - Shawn Tompkins 2019-2020 年7月年度最佳教练[11]
  - Shawn Tompkins 2021年度教练[12]^
- 由于COVID-19 大流行，2019年奖项的投票期为2019年1月至2020年7月。随后，2021年奖项的投票期为2020年7月至2021年7月。
- MMAjunkie.com
  - 2021年度最佳教练[13]
- 雅虎运动
  - 2021 年度最佳教练[14]
- Combat Press
  - 2021年度最佳教练[15]